# Château de Fuensaldaña
Le Château de Fuensaldaña est un château situé dans la ville de Fuensaldaña, à 6 kilomètres de Valladolid